# Canal Saint-Martin
Il canal Saint-Martin è un canale artificiale navigabile lungo 4,553 m (di cui 2,069 m in galleria) che corre interamente all'interno dei quartieri orientali di Parigi, collegando il bacino della Villette (dove confluiscono il canale dell'Ourcq e il canal Saint-Denis) con la Senna, attraverso il bacino dell'Arsenal.
Inaugurato nel 1825, ha una profondità media di 2,32 m, supera un dislivello di 24,5 m attraverso cinque chiuse (delle quali quattro doppie) ed è attraversato da diversi ponti stradali (dei quali due girevoli) e ferroviari e da passerelle pedonali. La parte coperta corre sotto place de la Bastille, boulevard Richard-Lenoir e boulevard Jules-Ferry, mentre il tratto a cielo aperto corre lungo il Quai de Valmy e il Quai de Jemmapes.
È di proprietà del comune di Parigi ed è classificato come monumento storico di Francia dal 23 febbraio 1993.

## Storia
Sotto l'Ancien Régime l'approvvigionamento di acqua potabile della città di Parigi, nonostante la presenza di acquedotti e pozzi, era scarso e spesso di cattiva qualità (a causa dell'inquinamento della Senna e del suo affluente Bièvre e delle precarie condizioni igieniche); nel 1802 il Primo Console Napoleone Bonaparte volle porre rimedio a tale situazione precaria e l'ingegnere Gilbert Chabrol de Volvic ripropose il progetto di canalizzazione del fiume Ourcq, affluente della Marna, la cui fonte si trova ad un centinaio di chilometri a nord-est di Parigi, che era stato proposto nel 1785 da Jean-Pierre Brullée all'Accademia delle scienze e che a sua volta si era rifatto ad un progetto di Leonardo da Vinci. Il 19 maggio (29 fiorile anno X) dello stesso anno fu stabilito con una legge che venisse creato il canale dell'Ourcq, navigabile, (con due bacini artificiali rispettivamente nei quartieri La Villette e Arsenal), con una diramazione che si sarebbe ricongiunta con l'Oise presso Pontoise. I lavori per la realizzazione del canale dell'Ourcq iniziarono il 22 settembre successivo e giunsero al bassin de la Villette il 2 dicembre 1808; il canale fu aperto alla navigazione il 15 agosto 1813.

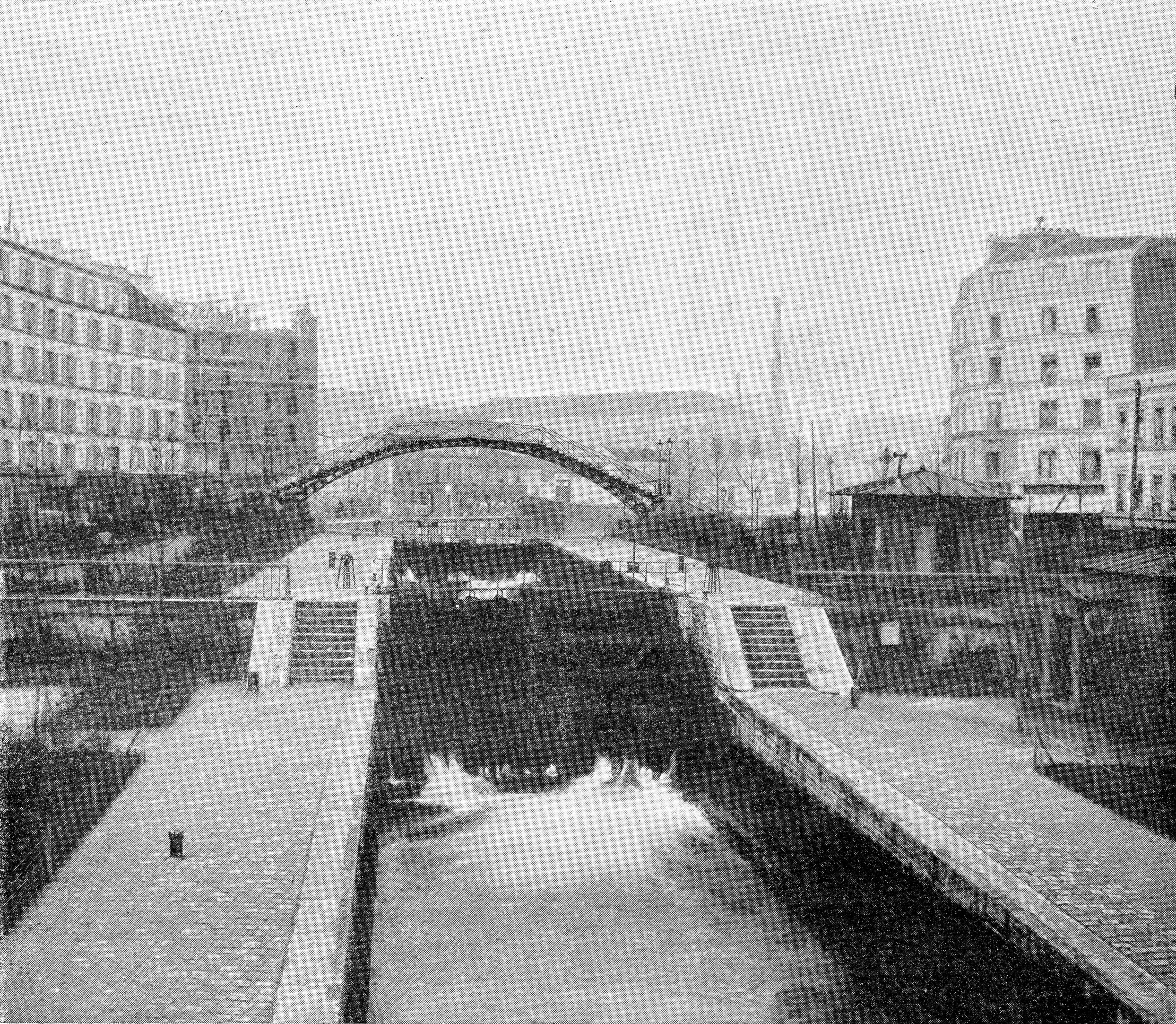
La chiusa des Récollets in una fotografia di Clément Maurice del 1897

La realizzazione del tratto urbano del canale e della sua diramazione fu rallentata dalle campagne militari del Primo Impero francese; nel 1813 iniziò lo scavo del tunnel sotto la place de la Bastille, che però fu presto interrotto. Con la restaurazione, Luigi XVIII si fece promotore della riapertura dei lavori, la cui direzione affidò a Pierre Simon Girard. Per finanziare il progetto, nel 1818 venne creata la "Compagnie des Canaux de Paris", finanziata da privati, che nel 1821 si aggiudicò l'appalto per 5,47 milioni di franchi per la costruzione del canal Saint-Martin, il quale sarebbe andato a costituire il tratto terminale del canale dell'Ourcq dentro la città di Parigi, e la concessione su quest'ultimo per un periodo di 99 anni. La prima pietra fu posata il 3 maggio 1822; le difficoltà principali nel portare a termine l'opera non furono di tipo ingegneristico, ma derivate dalla già fitta urbanizzazione delle zone attraversate; il canale fu inaugurato da Carlo X il 4 novembre 1825. Inizialmente il canal Saint-Martin, insieme all'attiguo canal Saint-Denis, era denominato "canal de la Seine à la Seine" (in italiano: "canale dalla Senna alla Senna").
Nell'ambito della trasformazione di Parigi sotto il Secondo Impero diretta dal barone Haussmann, tra il 1860 e il 1862 il tratto del canale tra il tunnel della Bastiglia e Avenue de la République venne interrato su progetto di Eugène Belgrand entro una lunga galleria (sulla quale venne realizzato il Boulevard Richard-Lenoir) per un collegamento diretto tra il centro cittadino e i nuovi quartieri nord-orientali. Per consentire ciò, il letto del canale fu ribassato di 5,5 m. Nel 1906 il tratto coperto fu prolungato verso nord di 245 m per consentire la creazione del soprastante boulevard Jules-Ferry.

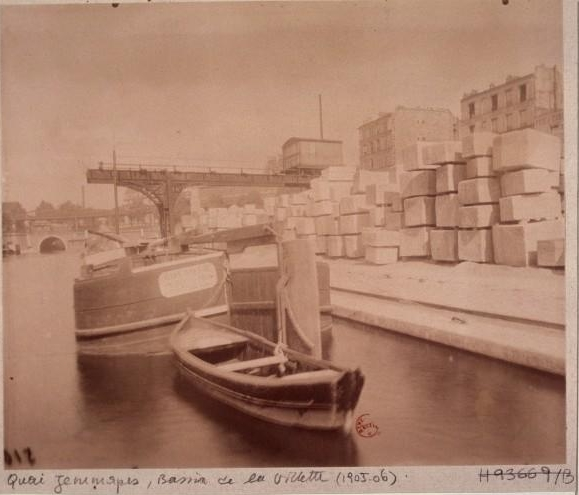
Attività mercantili lungo il quai de Jemmapes, fotografia di Eugène Atget del 1905-6

Nel 1862 il canale fu aperto alla navigazione commerciale, effettuata inizialmente da chiatte trainate da rimorchiatori a vapore, funzione che andò ad affiancare quella originaria di rifornimento dell'acqua potabile. Durante la siccità del 1857-1865, per non interrompere il traffico navale, con decreto imperiale dell'11 aprile 1866 il comune di Parigi fu autorizzato a prelevare dalla Marna il volume d'acqua necessario per mantenere la portata del canale dell'Ourcq e del canale Saint-Martin. L'età dell'oro della navigazione commerciale il canale la ebbe tra la seconda metà del XIX secolo alla metà di quello successivo, rivestendo un ruolo fondamentale nel trasporto fino al centro della città di approvvigionamenti (in particolare cereali) e materiali da costruzione; i suoi due porti erano quelli dell'Arsenal e quello della Vilette; quest'ultimo nel 1886 era il quarto porto commerciale della Francia per importanza, preceduto da quelli di Marsiglia, Le Havre e Bordeaux. Nel 1890 venne completamente rifatta la sezione a cielo aperto del canale, con la sostituzione dei due ponti girevoli in legno con altrettanti in metallo.
A partire dagli anni 1960, con lo sviluppo delle reti ferroviaria ed autostradale, il trasporto merci lungo il canale subì un rapido declino, tanto che nel 1963 venne ipotizzata una soppressione del corso d'acqua per realizzare un'autostrada urbana a quattro corsie che attraversasse la città lungo l'asse nord-sud (da porte d’Aubervilliers a porte d'Italie), progetto definitivamente accantonato nel 1971. Dal 1983 il canale è utilizzato quasi esclusivamente per la navigazione da diporto, gestita da una compagnia privata e attiva 363 giorni all'anno.

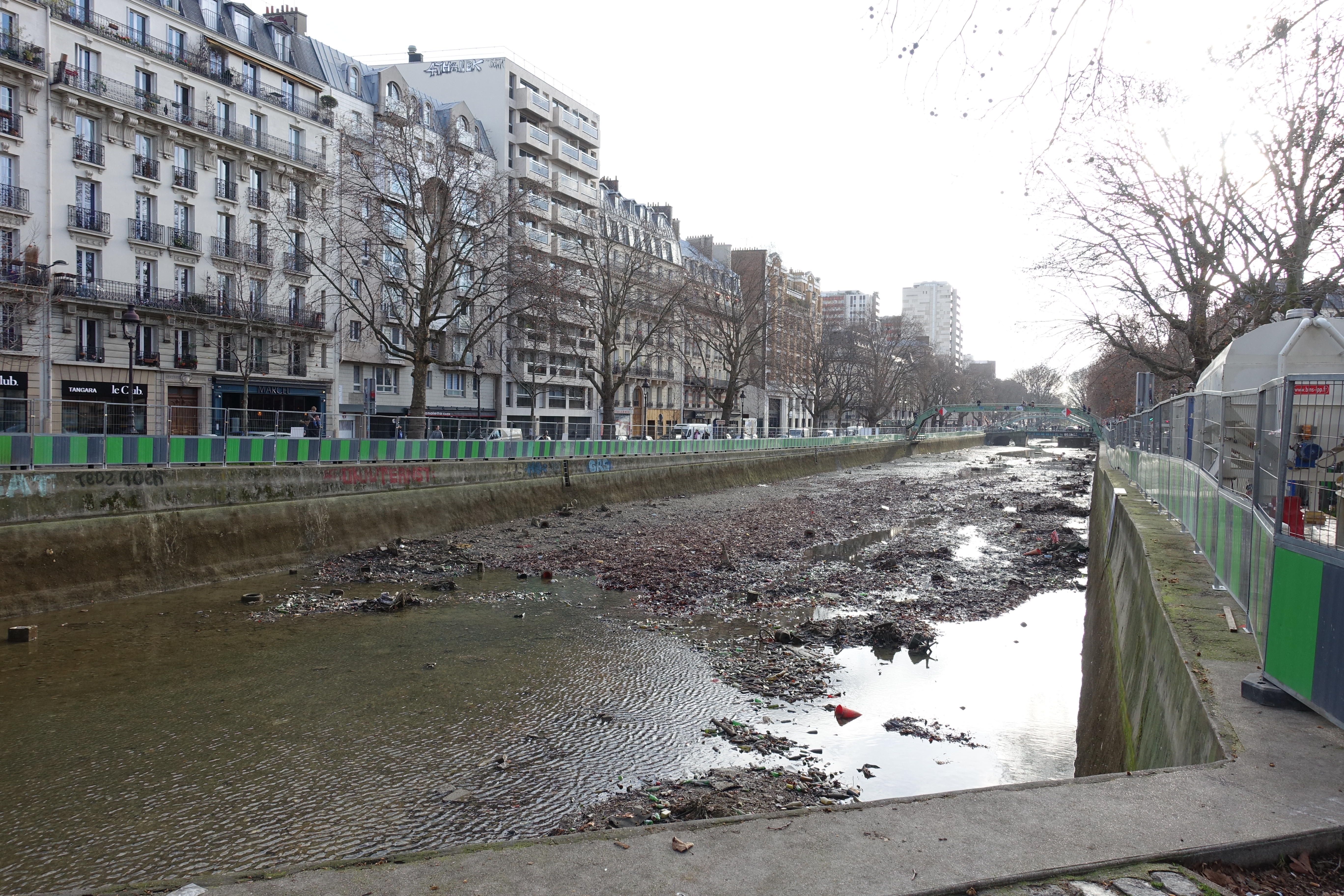
Il bassin des Marais durante il drenaggio del canale nel 2016

A partire dagli anni 1980 il canale, perdendo sempre più la sua funzione commerciale, è divenuto uno dei luoghi più popolari per i parigini come «luogo in cui vivere, da vedere, da frequentare, da visitare», divenendo un'attrazione turistica. Tale evoluzione da luogo di lavoro noto popolarmente come «scena del crimine e di cadaveri recuperati», è stata frutto anche della scomparsa, a partire dagli anni Quaranta dello scorso secolo, delle numerose industrie che sorgevano lungo le sponde del canale, con la nascita di numerose attività commerciali «legate alle nuove tecnologie, alla comunicazione, alla grafica, alla pubblicità, alla moda, al mondo musicale», nonché alla gentrificazione dei quartieri da esso attraversati. Nel 1995 venne sperimentata per la prima volta la pedonalizzazione domenicale delle sue rive, divenute luogo di passeggio e palcoscenico per performance artistiche.
Nel corso degli anni il canale è stato più volte svuotato completamente per consentire i necessari interventi di manutenzione straordinaria. Ciò è avvenuto nel 1876, nel 1929, nel 1977, nell'autunno del 1993, nell'inverno 2001-2002 (con la rimozione di circa 40 t di rifiuti) e nei primi mesi del 2016.
Nell'inverno 2006-2007 su ambo le rive del bassin des Marais furono installate 200 tende per l'iniziativa "Les Enfants de Don Quichotte" della neocostituita associazione omonima, finalizzata alla sensibilizzazione nei confronti del diritto all'abitazione soprattutto per i senzatetto. Agli inizi di gennaio 2018 avevano preso dimora nelle tende tra le 260 e le 280 persone, con la presenza di poche dozzine di volontari che avevano scelto di condividere le loro condizioni di vita. Il 20 giugno 2010, con un'operazione congiunta, il comune di Parigi, la Compagnie républicaine de sécurité e l'associazione "France terre d'asile" hanno proceduto alla rimozione degli accampamenti lungo il canale; tuttavia, a causa della crisi migratoria in Europa, il quai de Jemmapes continua ad accogliere un considerevole numero di migranti provenienti prevalentemente dall'Asia centrale e dal Medio Oriente.

## Descrizione

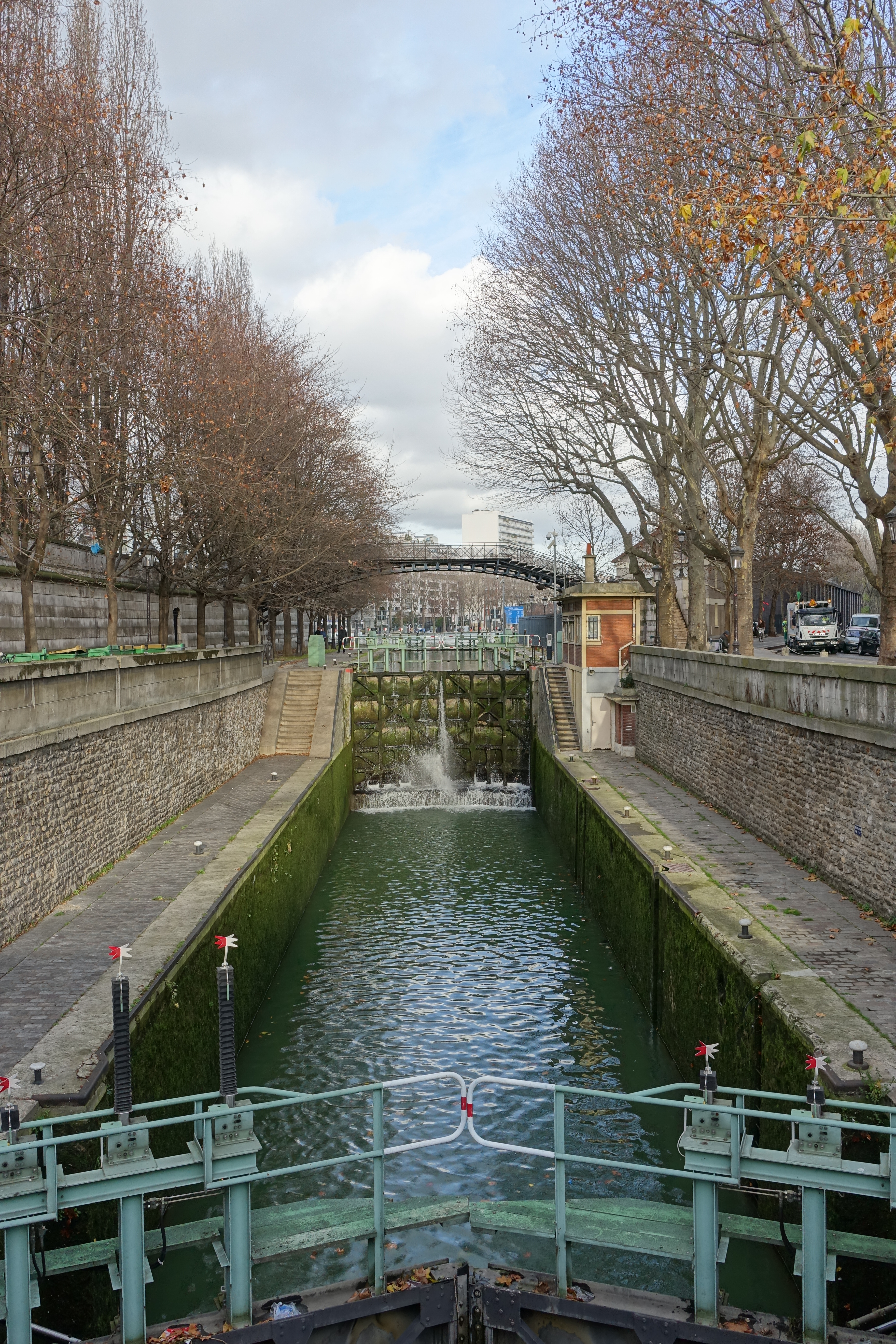
Chiusa e passerella della Villette

Il canal Saint-Martin ha origine all'estremità occidentale del bassin de la Villette (sul lato opposto rispetto agli sbocchi del canale dell'Ourcq e del canal Saint-Denis) nel XIX arrondissement, nei pressi della Rotonde de la Villette. L'ingresso al canale è costituito da una doppia chiusa, la chiusa della Villette, la quale è sormontata dall'omonima passerella pedonale in ghisa; quindi il canale entra nel X arrondissement passando al di sotto di place de la Bataille-de-Stalingrad (che è attraversata dal tratto sopraelevato della linea 2 della metropolitana di Parigi).
Il tratto a cielo aperto, lungo il quale il canale è affiancato dai quai de Valmy (sulla riva destra) e de Jemmapes (sulla riva sinistra), si articola in cinque bacini artificiali (larghi 27 m), dei quali il primo è il bassin Louis-Blanc, distinto dal successivo bassin des Morts (o bassin du Combat) dal ponte di rue Louis-Blanc, in muratura. L'alveo del bassin Louis-Blanc, in muratura e sorretto da pali, fu realizzato in occasione dell'ottocentesco interramento parziale del canale, quando fu necessario abbassare il letto originario; inizialmente i pali erano affondati in un suolo gessoso che, con il corso del tempo, si è sciolto lasciando spazio al vuoto. Lungo la banchina destra del bacino, ad un livello inferiore rispetto a quello stradale, si trova l'ex deposito di materiali Point P, dal 2002 caserma dei pompieri Landon parzialmente trasformata poi in incubatore di imprese e centro culturale nel 2016; l'edificio è caratterizzato da una piccola torre in muratura posta sulla facciata settentrionale. Segue la chiusa dei Morti, doppia, nei pressi della quale il canale è scavalcato dal pont Eugène-Varlin, fisso e ad unica campata in metallo sorretta da pilastri in muratura.

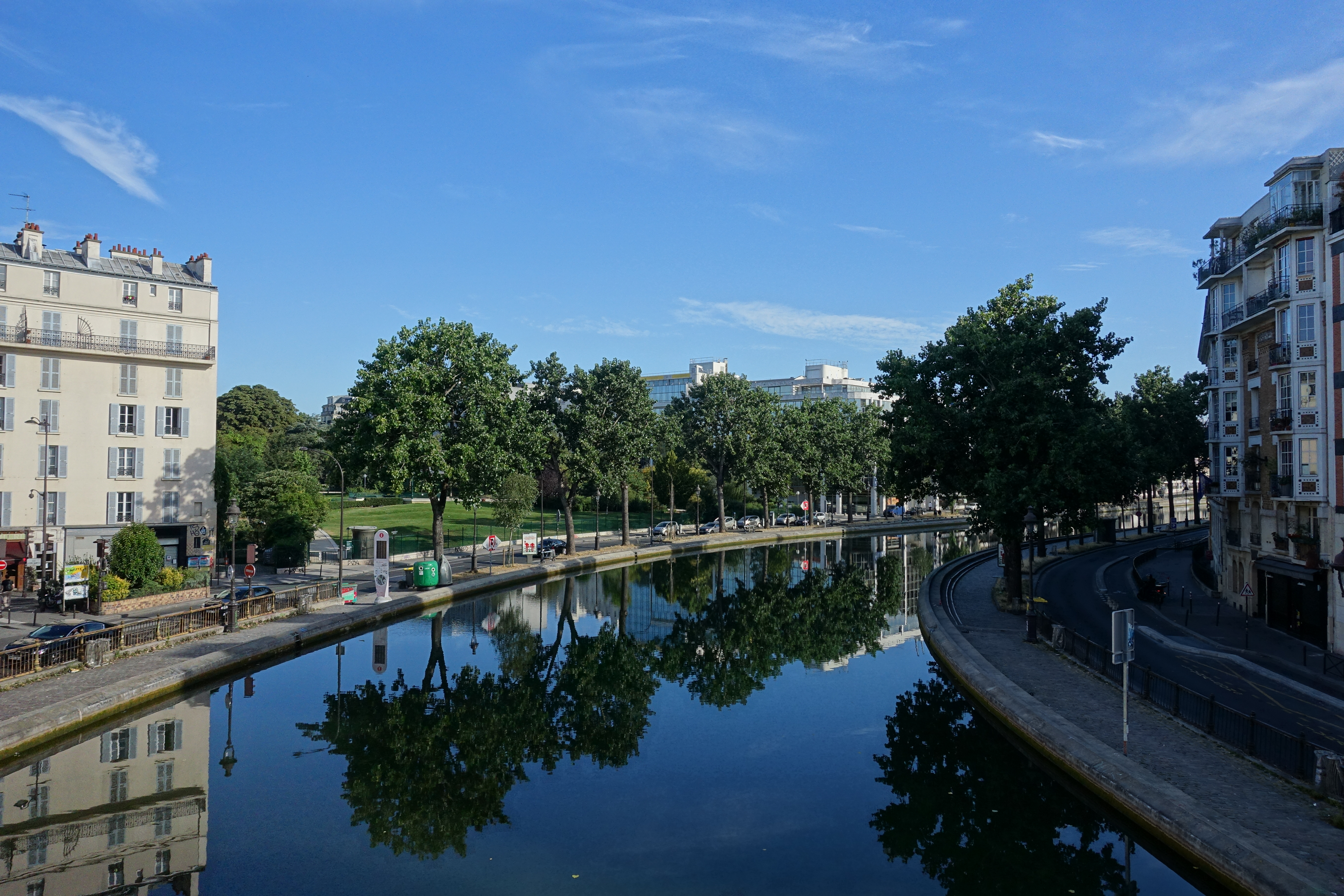
Bassin des Récollets

Il terzo bacino artificiale è il bassin des Récollets sul quale, lungo la riva destra, si affaccia il jardin Villemin. Nel tratto terminale il bacino curva verso sud-ovest e alla sua estremità è posta la doppia chiusa des Récollets, posta tra la passerelle Bichat (a monte) e la passerelle de la Grange-aux-Belles (a valle), affiancata dall'omonimo ponte girevole, risalente al 1890, che collega strade poste ad un livello nettamente inferiore rispetto a quelle messe in comunicazione dai due ponti precedenti.
L'ultimo tratto a cielo aperto del canale nel X arrondissement è costituito dal bassin des Marais, attraversato dalla passerelle Richerand (diversa dalle altre in quanto costituita da un piano orizzontale sorretto da due grandi travi a stampella e raggiungibile da due rampe laterali), dal ponte girevole di rue Dieu (realizzato nel 1890 in sostituzione di quello originario in legno) e dalla vicina passerelle Alibert. Prima di entrare in galleria, il canale attraversa la chiusa doppia du Temple, a monte della quale si trova la passerelle des Douanes, del 1860.

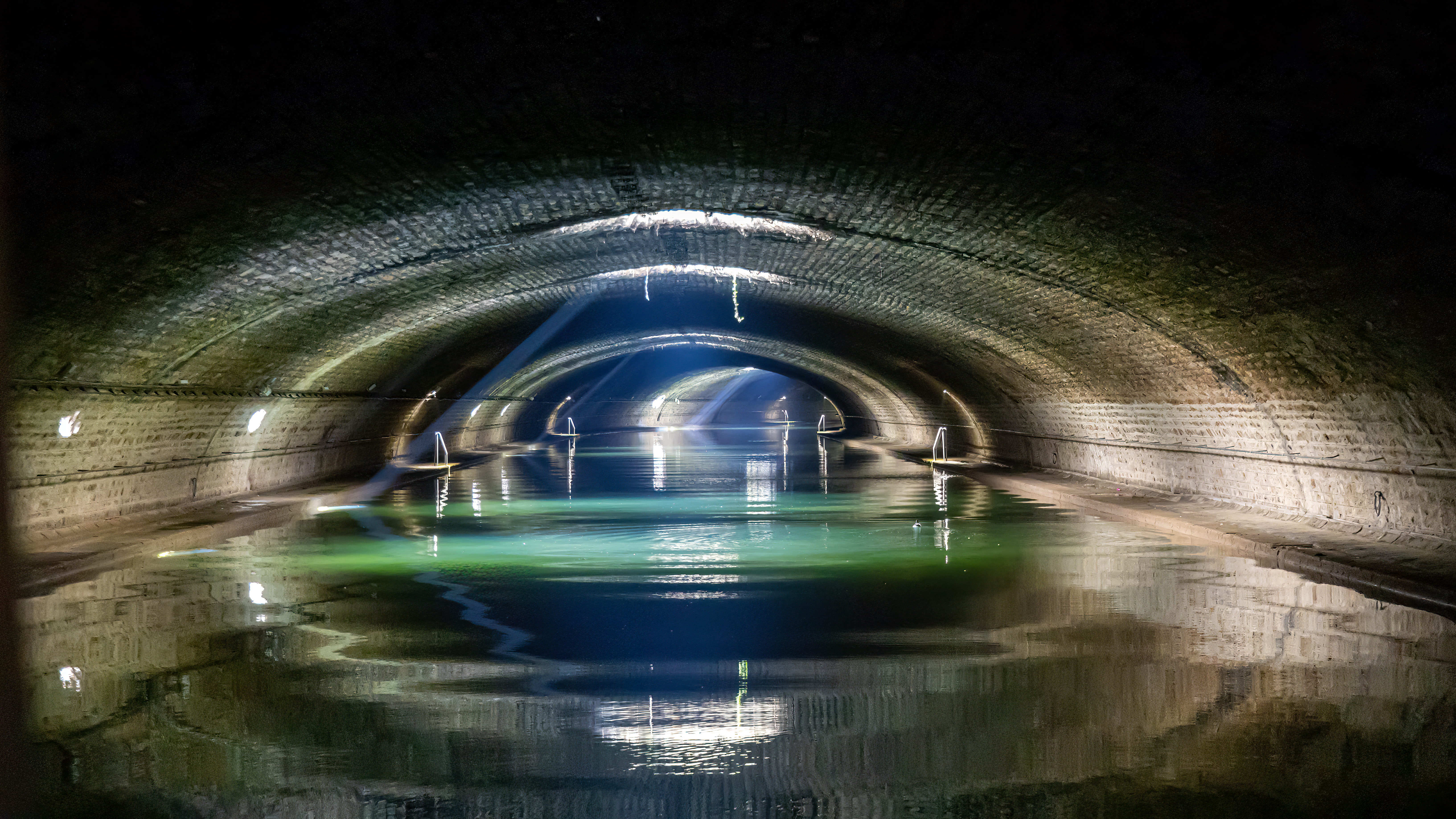
La voûte Richard Lenoir

Passando sotto rue du Faubourg-du-Temple il canale entra nel tratto sotterraneo, che si sviluppa integralmente nell'XI arrondissement; il tunnel ha una larghezza che varia dagli 8 ai 24 m ed un'altezza massima di 5,25 m al di sopra del livello dell'acqua. L'arcata d'accesso, a sesto ribassato con profilo costituito da cunei squadrati in pietra, è sormontata dal busto di Frédérick Lemaître (posto al centro dell'omonima piazza pedonale e rivolto verso rue du Fauborg-du-Temple), realizzato da Pierre Granet nel 1898. La prima sezione della galleria, denominata "voûte du Temple" e realizzata nel 1906, è sormontata da boulevard Jules-Ferry e giunge sino all'incrocio di quest'ultima con avenue de la République, dove inizia senza soluzione di continuità la seconda sezione sotterranea, denominata "voûte Richard Lenoir" e costruita tra il 1860 e il 1862, sopra la quale corre boulevard Richard-Lenoir (in corrispondenza dell'incrocio fra quest'ultimo e boulevard Voltaire, la galleria fa una seconda curva verso sud). Sia la prima, sia la seconda presentano ad intervalli regolari nella volta, lungo l'asse mediano, 36 aperture circolari per l'aerazione e per l'illuminazione naturale, di 3 m di diametro. La terza sezione del tunnel è la più antica, risale alla costruzione del canale ed è lunga 240 m; prende nome dalla soprastante place de la Bastille ("voûte de la Bastille") e su di essa insiste la colonna di Luglio, eretta tra il 1835 e il 1840 su disegno inizialmente di Jean-Antoine Alavoine e poi di Joseph-Louis Duc riutilizzando il basamento dell'elefante della Bastiglia, gigantesca fontana soltanto abbozzata tra il 1810 e il 1814, che sarebbe dovuta essere alimentata dalle acque del canale, in corrispondenza del quale la galleria da volta a botte ribassata acquisisce la forma di un arco catenario.

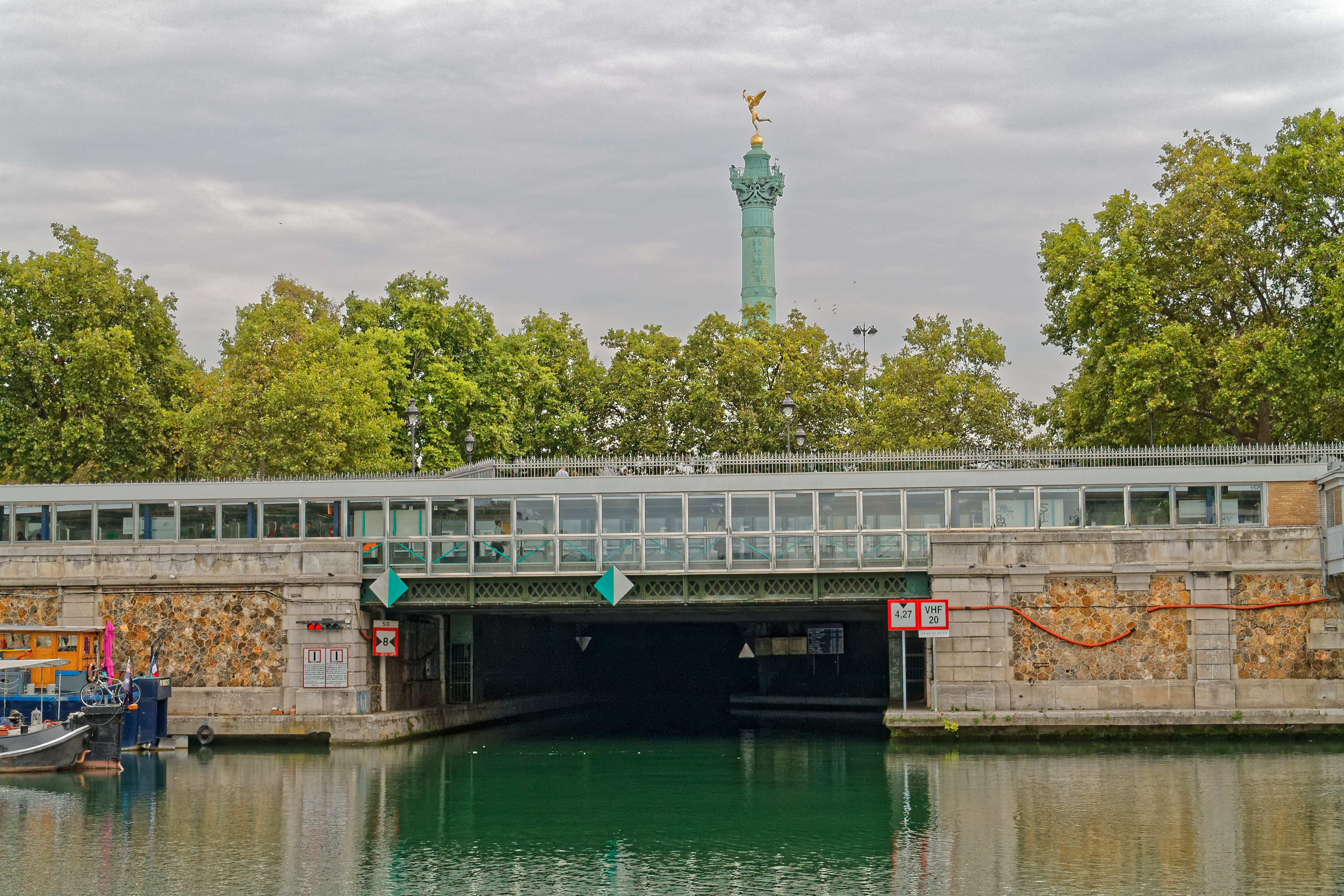
Lo sbocco del tunnel nel bacino dell'Arsenal al di sotto della stazione Bastille della metropolitana

L'ultimo tratto del canale è nuovamente a cielo aperto ed è costituito dal bacino dell'Arsenal (che costituisce il confine tra il IV e il XII arrondissement), lungo 600 m, nel quale il corso d'acqua si immette passando al di sotto della banchina della linea 1 della stazione Bastille della metropolitana di Parigi, quest'ultima situata in superficie, anche se al di sotto del livello stradale. Il bacino fu scavato durante la Rivoluzione francese dopo la distruzione della Bastiglia, ampliando il fossato dell'antica fortezza e collegandolo alla vicina Senna; fu adibito a porto fluviale ed acquisì notevole importanza in seguito all'apertura del canal Saint-Martin, mutando poi nel 1983 la sua funzione da commerciale a turistica (anche grazie alla vicinanza con la Promenade plantée, realizzata a partire dal 1988), con posti per 170 imbarcazioni.
Il canal Saint-Martin sfocia nella Senna attraverso la chiusa dell'Arsenal, al di sopra della quale si trovano (dal porto verso il fiume) il pont Morland, destinato al traffico stradale, l'omonimo ponte della linea 5 della metropolitana (che nei pressi ha la stazione Quai de la Rapée) e quello di voie Mazas.

## Il Canale Saint Martin nella cultura

### Pittura
Il pittore impressionista inglese Alfred Sisley realizzò tre dipinti raffiguranti altrettante inquadrature del canal Saint-Martin, realizzati con la tecnica della pittura a olio su tela:
- Péniches sur le canal Saint-Martin (1870, esposto presso il museo della Oskar Reinhart Foundation a Winterthur, in Svizzera);[55]
- Vue du canal Saint-Martin à Paris (1870, dal 1986 presso il Museo d'Orsay a Parigi);[56]
- Le Canal Saint-Martin (1872, dal 1986 presso il Museo d'Orsay a Parigi).[57]

Il canale venne raffigurato anche in due dipinti del francese Stanislas Lépine:
- Le Canal Saint-Martin (1885, esposto presso il Museo d'arte moderna André Malraux di Le Havre);[58]
- Le Canal Saint-Martin au clair de lune (collezione privata).[59]

Nel museo Carnavalet di Parigi sono esposte diverse opere nelle quali compare il canale:
- Vue de L'hôpital Saint-Louis et des Buttes-Chaumont di Hippolyte-Benjamin Adam (1830);[60]
- Le Canal Saint-Martin di Georges Chenard-Huché (1889)[61]
- del frisone Siebe Johannes ten Cate, due tele intitolate entrambe Le canal Saint-Martin, 10ème arrondissement ed eseguite rispettivamente nel 1890[62] e nel 1907,[63] e una del 1908 avente il titolo Le canal Saint-Martin ; effet de neige, 10ème arrondissement;[64]
- La maison de l'éclusier du canal Saint-Martin, en 1904, 10ème arrondissement di Georges Souillet (1904);[65]
- un bozzetto frammentario per il salone delle feste della sede del X arrondissement di Parigi raffigurante un'allegoria del canale, opera di Paul Baudoüin che eseguì il dipinto finale nel 1906;[66]

### Musica
- Édith Piaf nella canzone Les Mômes de la cloche (1936, scritta da Vincent Scotto e Decaye) parla di vari luoghi di Parigi e dei dintorni della città, fra i quali espressamente viene citato il canal Saint-Martin.[67]
- La canzone Avec Nini di Michel Polnareff (1970) è ambientata nei pressi del canal Saint-Martin, come recita il primo verso della canzone stessa.[68]
- L'artista e cantante Mano Solo nella canzone Chacun sa peine (facente parte del suo primo album La Marmaille nue, uscito nel 1993), evoca il canale e i suoi marinai.[69]
- Il gruppo rock Les Fatals Picards scrisse per il suo album Le sens de la gravité (2009) una canzone intitolata Canal Saint-Martin.[70]

### Cinema e televisione

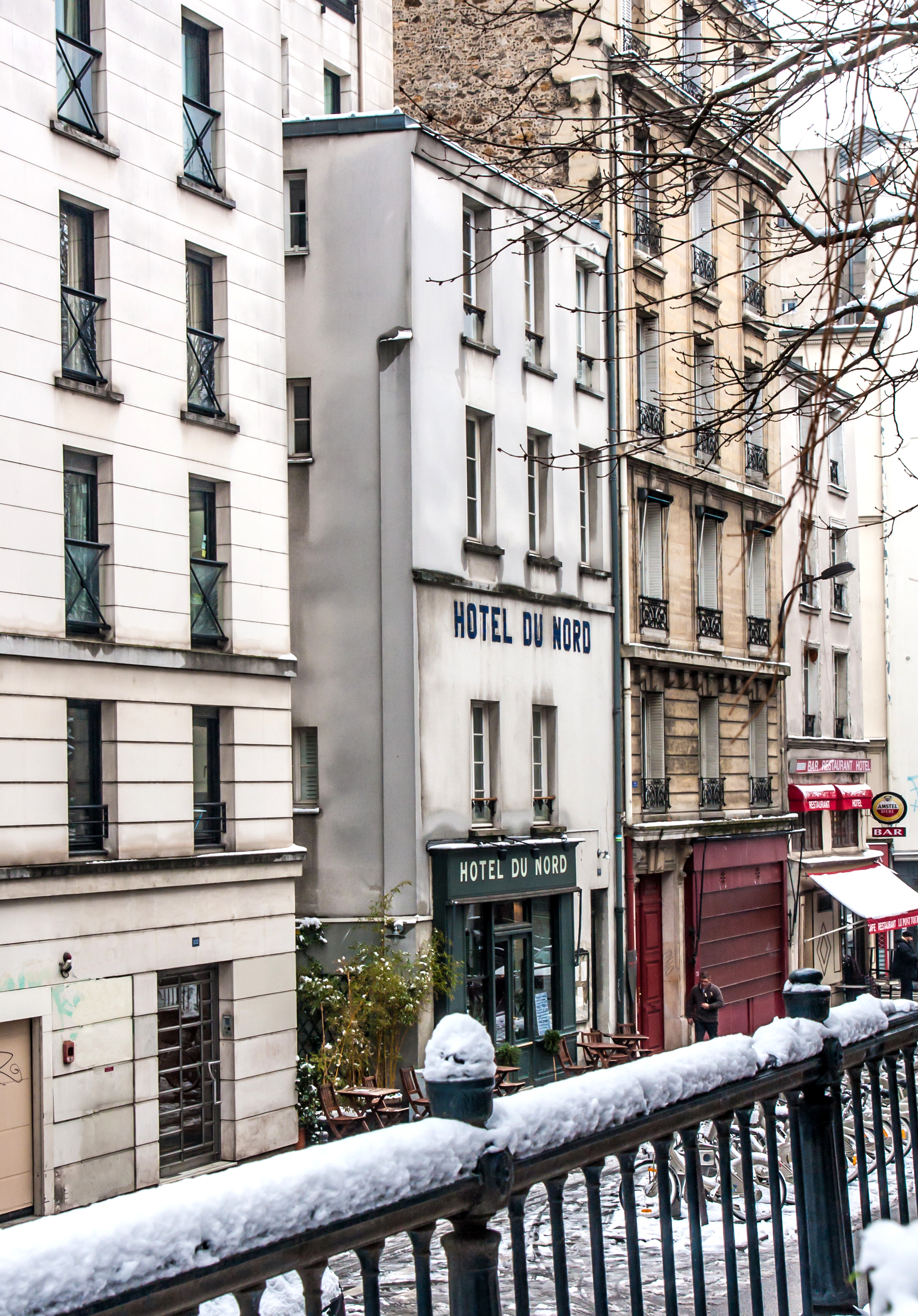
L'Hôtel du Nord.

Il canal Saint-Martin compare in numerose pellicole:
- numerose scene di Albergo Nord di Marcel Carné (1938) furono ambientate nell'Hôtel du Nord, realmente ubicato lungo quai de Jemmapes all'altezza della chiusa des Récollets e tuttora esistente sebbene soltanto come ristorante; tuttavia il film non fu girato lungo il canale bensì negli Studios de Billancourt, dove furono ricostruiti sia il corso d'acqua, sia gli edifici circostanti;[72]
- ne Il clan dei siciliani di Henri Verneuil (1969) il criminale Vittorio Malanese (interpretato da Jean Gabin) ha una sala giochi lungo le rive del canale che gli serve da copertura;
- Alto biondo e... con 6 matti intorno di Pierre Richard (1972) si apre con il giovane architetto Alfred Dhumonttye (interpretato dal regista) e la presentatrice fallita Agathe Bodard (Anny Duperey) che si incontrano fortuitamente mentre entrambi tentano di suicidarsi nel canale;
- diverse scene de Il favoloso mondo di Amélie di Jean-Pierre Jeunet (2001) furono girate lungo le rive del canale e nelle zone limitrofe;
- il canale compare anche ne L'arte del sogno di Michel Gondry (2006);
- la scena di One Day di Lone Scherfig (2011) in cui i due protagonisti si rincontrano, fu girata sulla passerelle Alibert.

Al canal Saint-Martin furono dedicati due lungometraggi:
- Vivre est une solution di Gérard Courant (1980), terzo episodio della tetralogia Le Jardin des Abymes ed omaggio al film di Marcel Carné;[73]
- Canal di Nicolas Droin e Prosper Hillairet (2005).[74]

Il canale compare inoltre nelle seguenti serie televisive:
- Il commissariato Saint Martin (1997-2009), francese, in cui alla stazione di polizia si accede tramite il fittizio passage Soufflot situato nei pressi della chiusa des Récollets, lungo rue Bichat (sulla riva sinistra del canale);
- terza stagione di The Affair - Una relazione pericolosa (2016-2017), statunitense.[75]

Inoltre, in occasione del venticinquesimo anniversario di telethon in Francia, nel 2005 la società del servizio pubblico radiotelevisivo France Télévisions fece un collegamento di alcune ore dedicato al Carnevale di Venezia con alcune imbarcazioni (tra le quali una gondola) che navigavano sul Canal Saint-Martin.

## Galleria d’immagini

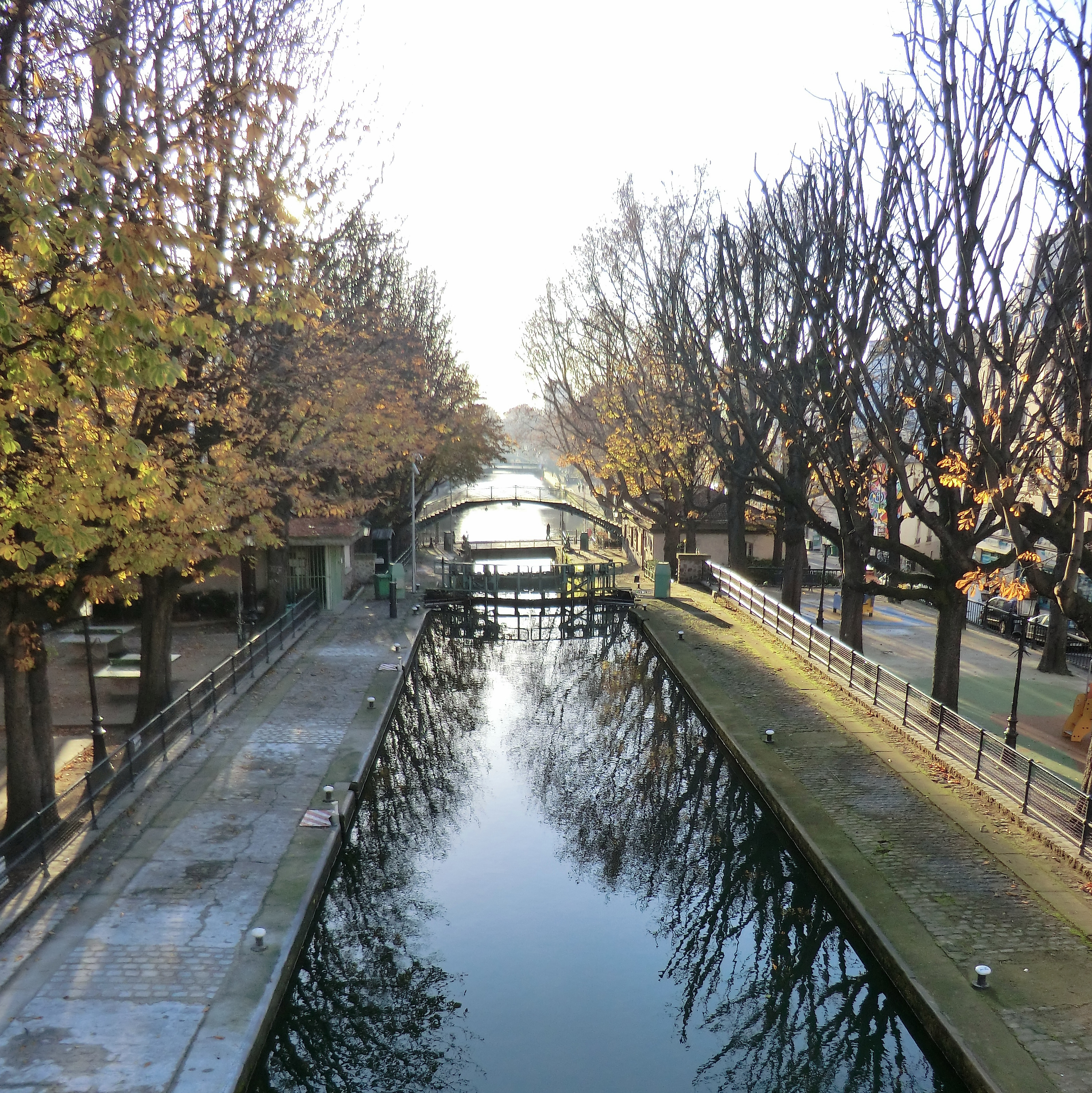
La chiusa des Récollets
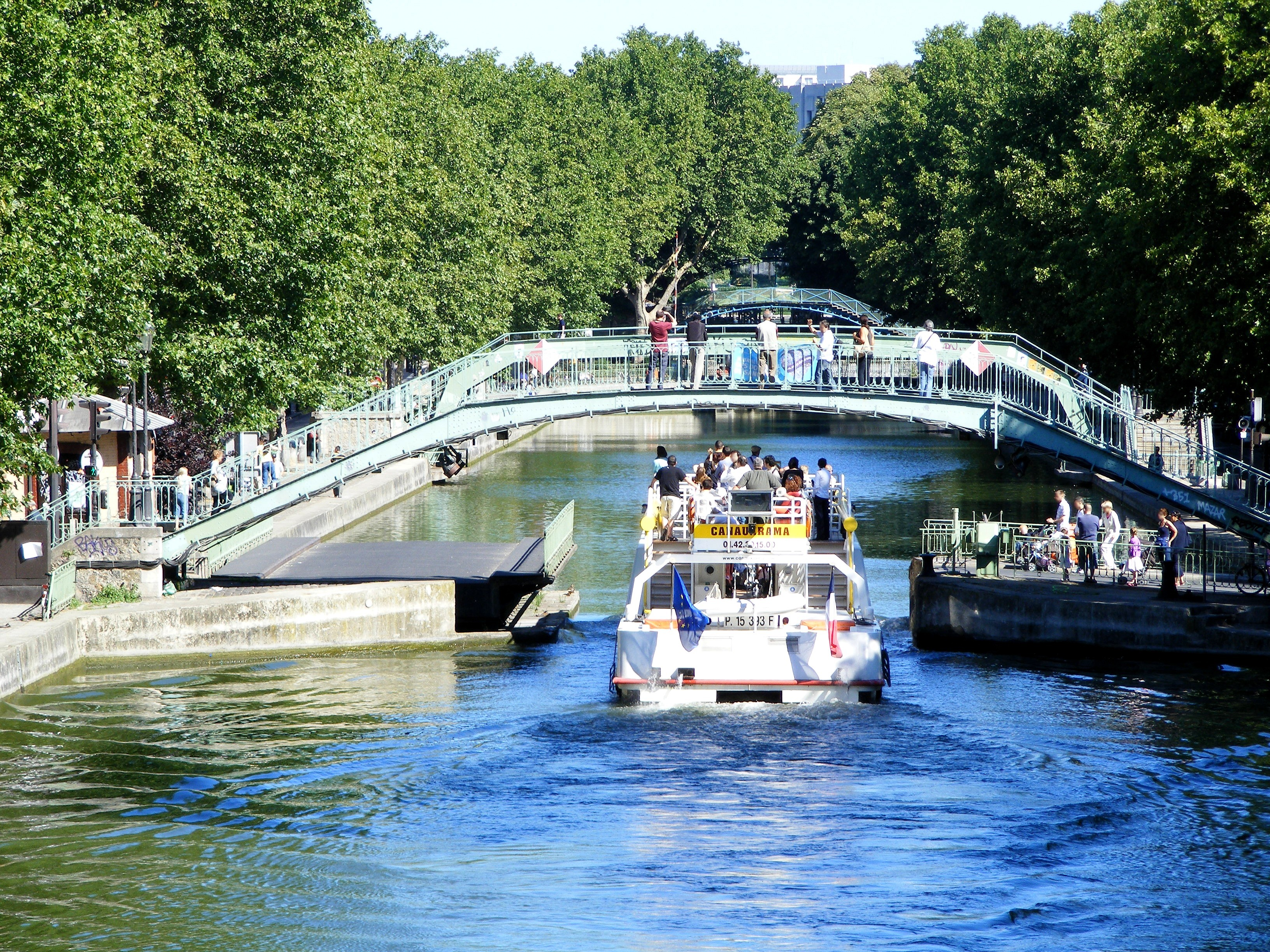
Il ponte girevole Dieu in funzione
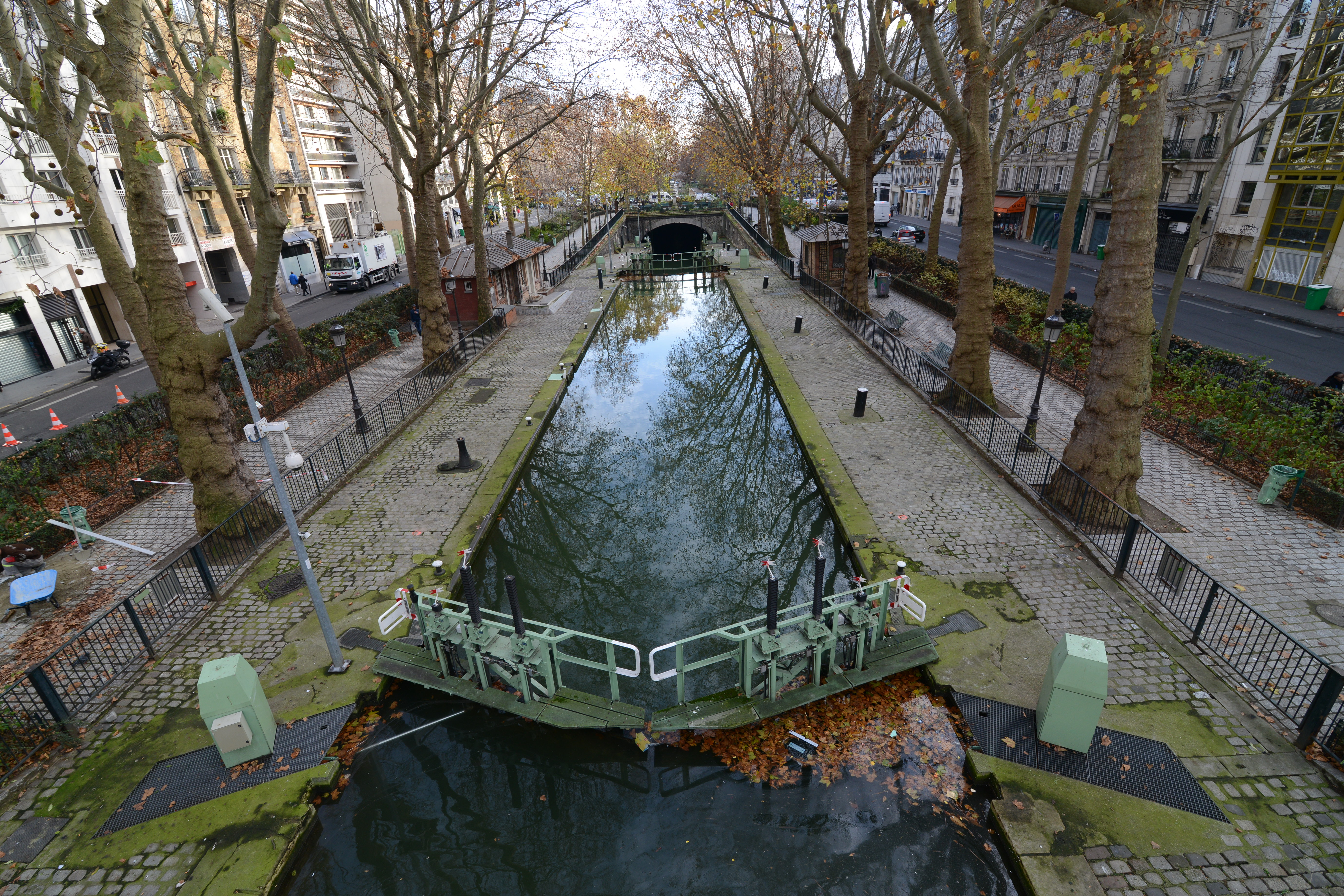
La chiusa du Temple e l'ingresso nel tunnel
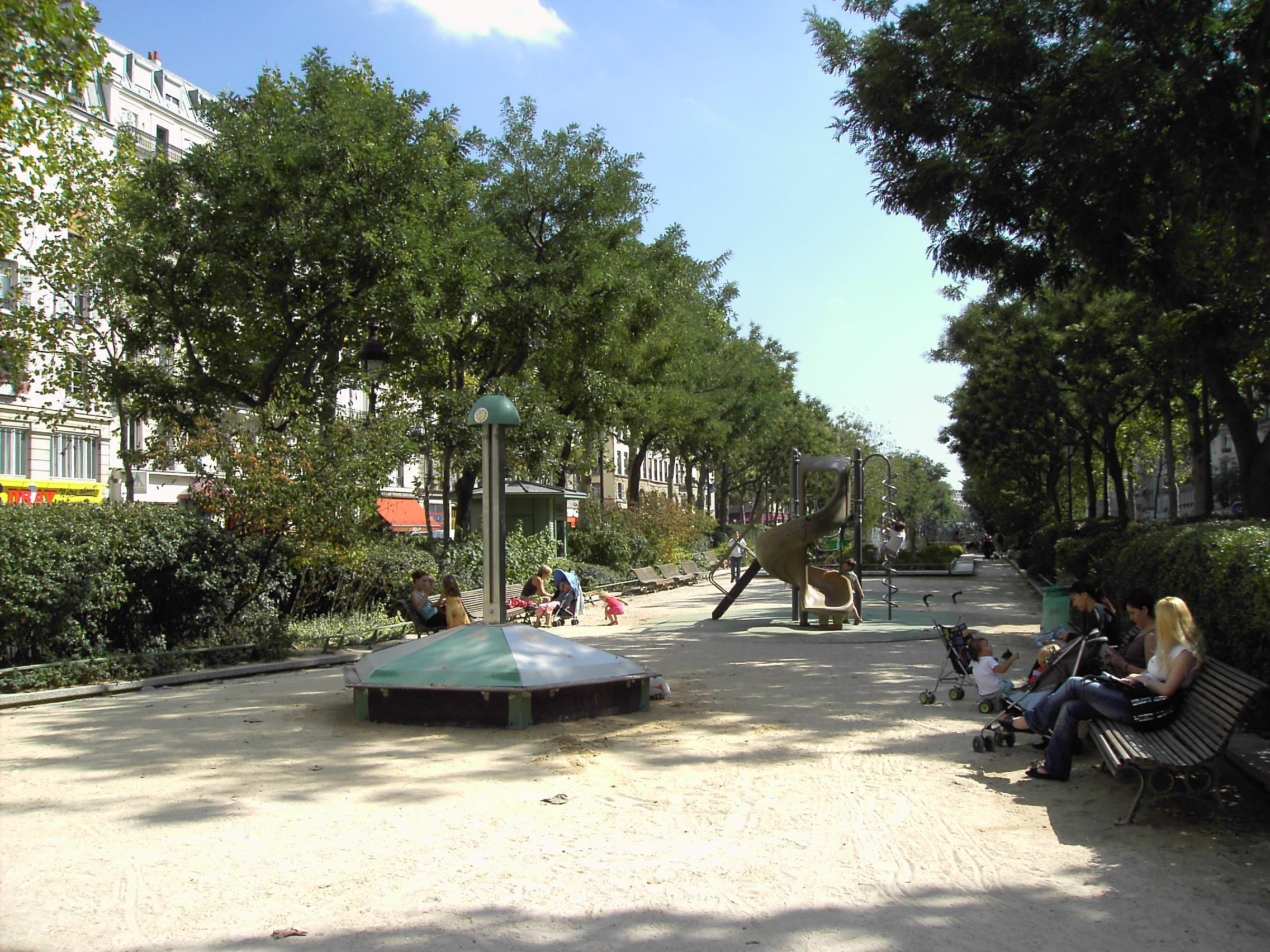
Boulevard Jules-Ferry
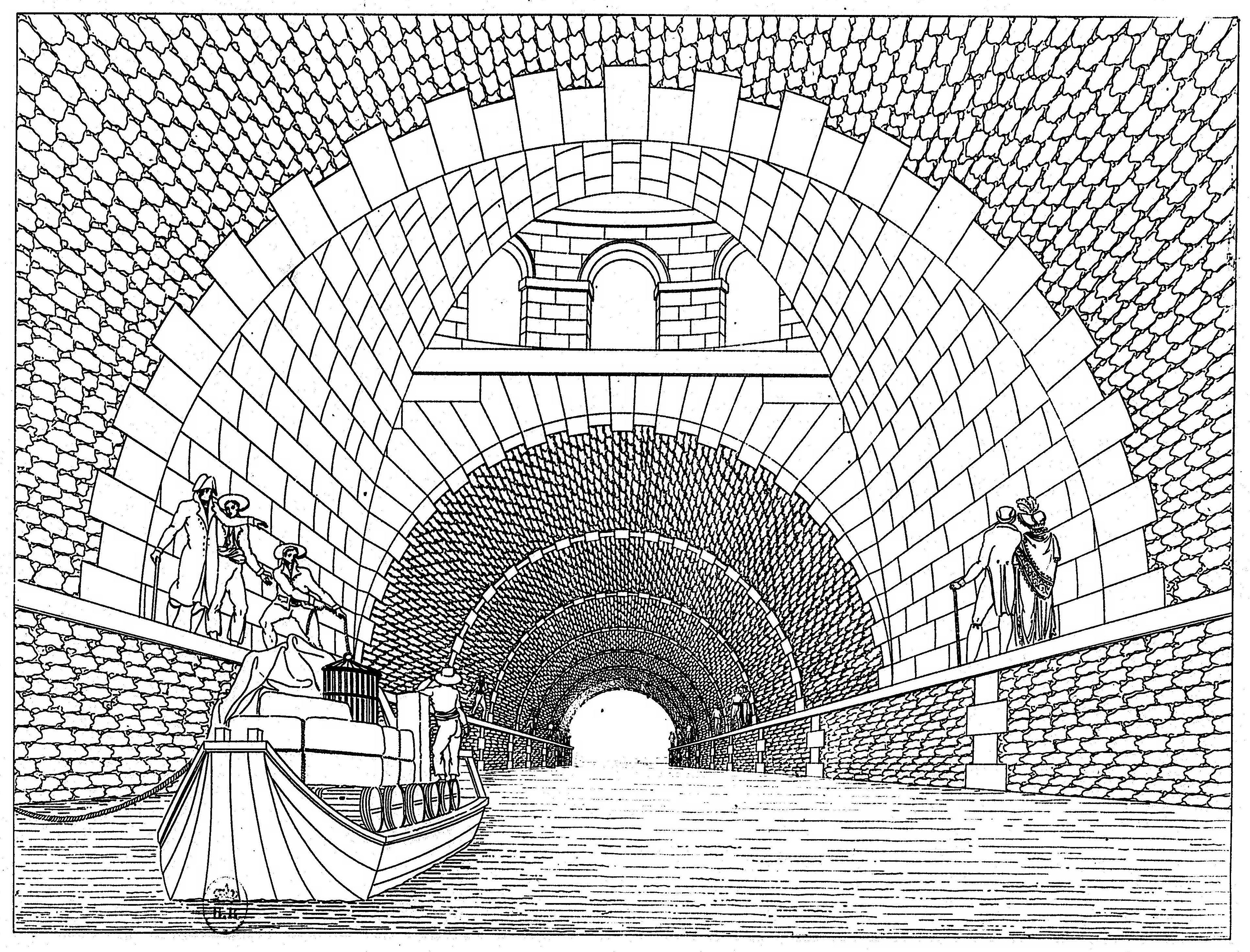
Il canale in corrispondenza del monumento di place de la Bastille in un disegno di Louis Bruyère (1828)
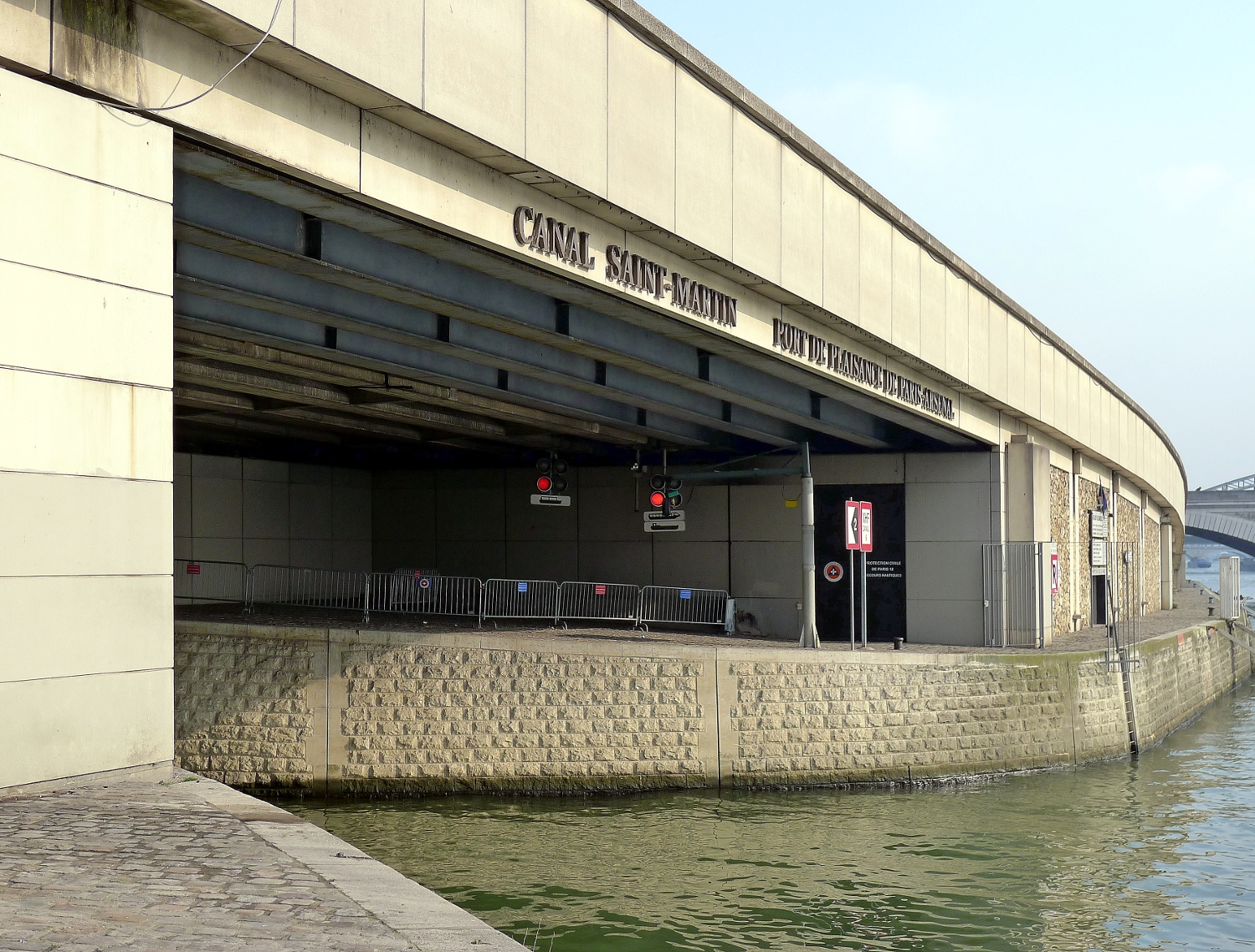
Sbocco sulla Senna